# Gino Talamo
Gino Talamo (Taranto, 13 dicembre 1895 – Roma, 26 giugno 1968) è stato un attore, regista e sceneggiatore italiano.

## Biografia
Svolse la sua attività a cinecittà prima come attore e poi come regista e responsabile del montaggio.
Nel film Una lampada alla finestra del 1939 diresse Anna Magnani, in uno dei suoi primi ruoli cinematografici.
Lavorò in Brasile dove oltre a vari film produsse vari documentari sull'Amazzonia.

## Filmografia

### Regia
- Uragano ai tropici (1939)
- Una lampada alla finestra (1940)
- I cavalieri del deserto (1942)
- Gli assi della risata, epis. Il mio pallone e Turno di riposo (1943)
- Iracema (1949)
- Écharpe de Seda (1950)
- Meu Dia Chegará (1951)

### Montaggio
- I due sergenti (1936)
- Ho perduto mio marito, regia di Enrico Guazzoni (1937)
- Il suo destino (1938)
- Uragano ai tropici (1939)
- Turbine (1941)
- L'ultimo ballo (1941)
- L'affare si complica (1942)
- Campo de' fiori (1943)
- Il ratto delle sabine (1945)
- Addio, mia bella Napoli! (1946)
- Sperduti nel buio (1947)
- Santo disonore (1949)
- Iracema (1949)
- Il voto (1950)
- Modelo 19 (1952)
- Areião (1952)
- Madonna delle rose, regia di Enzo Di Gianni (1953)
- Uma Vida para Dois (1953)
- Fatalidade (1953)
- O Homem Dos Papagaios (1953)
- O Craque (1953)
- Destino em Apuros (1954)
- A Outra Face do Homem (1954)
- Chamas no cafezal (1954)
- A Sogra (1954)
- I ladri (1959)
- La strada dei giganti (1960)
- L'ultimo dei Vikinghi, regia di Giacomo Gentilomo (1961)
- Il trionfo di Maciste, regia di Tanio Boccia (1961)
- Brenno il nemico di Roma (1963)

### Attore
- Mascamor (1918)
- Otello (1920)
- Al chiaror dei lampi (1921)
- Messalina (1923)
- Quello che non muore (1925)
- Beatrice Cenci (1926)
- I rifiuti del Tevere (1927)
- El moroso de la nona (1927)
- La sperduta di Allah (1928)
- Fatalidade (1953)
- O Homem Dos Papagaios (1953)
- La dolce vita (1960)
- Nefertite, regina del Nilo (1961)

### Sceneggiatura
- Il dottor Antonio, regia di Enrico Guazzoni (1937)
- Meu Dia Chegará (1951)